# Jeucafra
La Jeucafra - Jeunesse camerounaise française - est une des premières associations qui est le berceau de la conscience politique durant la période coloniale camerounaise.

## Histoire
Crée en 1938 à l'initiative du gouverneur Richard Brunot, c'est le cadre où certains camerounais font entendre leur voix. C'est la première organisation d'envergure nationale qu'ait connue le Cameroun. Ses positions sont d'abord francophilie face à la menace nazie.

## Leadership
Paul Soppo Priso en est l'un des premiers présidents. L'Union Camerounaise de Paris, de Jean Mandessi bell et Léopold Moumé Etia, s'oppose à la Jeucafra. Sans y avoir adhéré, Léopold Moumé Etia et  Um Nyobé, acceptent de participer aux rares réunions que la Jeucafra consacrait à la protestation contre les exactions coloniales. Cependant, ils la contestent parce qu'ils l'accusent d'être une marionnette de l'Administration française.

## Actions
Embryon d'organisation, assujetti à la France et dominé par les chefs traditionnels, elle donne à une génération de jeunes Camerounais l'occasion de s'initier à la prise de parole et de rencontrer des représentants politiques de toutes les régions du Cameroun.
En 1944, lorsque la France se libère de la tutelle nazie, la Jeucafra formule des revendications de liberté d'expression, abolition du travail forcé, suppression de l'indigénat, représentation au Parlement français, salaire minimum.